# Fort Hamilton Parkway (stacja metra na Sea Beach Line)
Fort Hamilton Parkway – stacja metra nowojorskiego, na linii N. Znajduje się w dzielnicy Brooklyn, w Nowym Jorku i zlokalizowana jest pomiędzy stacjami Eighth Avenue i  New Utrecht Avenue. Została otwarta 22 czerwca 1915.